# Jolina Huhnstock
Jolina Huhnstock (Bad Langensalza, 4 mei 2001) is een Duits handbalster die als cirkelspeelster uitkomt voor Buxtehuder SV.

## Biografie

### Clubcarrière
Huhnstock begon als cirkelspeelster met handballen voor SV 1887 Schlotheim om vervolgens naar de sportschool in Erfurt te gaan. Aldaar speelde ze in de A-jeugd en kwam ze tegelijkertijd uit voor het tweede team van Thüringer HC Erfurt-Bad Langensalza. In het seizoen 2020/21 maakte Huhnstock haar debuut voor het eerste elftal van Thüringer HC actief in de Bundesliga. In het volgende seizoen maakte ze de overstap naar HSG Bad Wildungen. Eind 2022 verlengde Huhnstock haar contract bij HSG Bad Wildungen met een jaar. Sinds de zomer van 2024 komt Huhnstock uit voor competitiegenoot Buxtehuder SV.

### Interlandcarrière
Op 24 oktober 2024 maakte Huhnstock haar debuut voor het Duitse handbalteam in een wedstrijd tegen Noorwegen. Een maand later werd ze opgenomen in de Duitse selectie voor het EK handbal.